# 世界翻訳の日

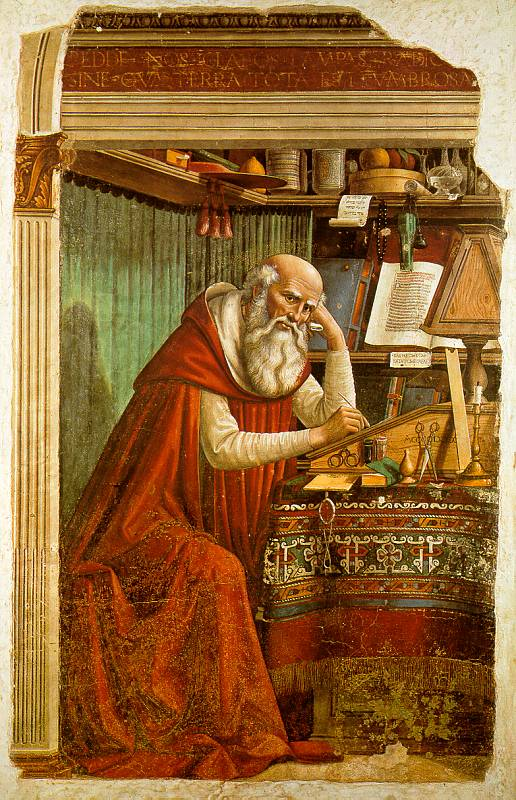
書斎にいるヒエロニムス。ドメニコ・ギルランダイオ画

世界翻訳の日（せかいほんやくのひ）は、翻訳業を顕彰する記念日で、毎年9月30日。国際翻訳家連盟が1991年に制定したもので、聖書をラテン語に翻訳した聖職者ヒエロニムスの命日にちなんでいる。同記念日は、その後2017年に国連総会の決議で国際デーとして承認され、国際翻訳デー(International Translation Day)とも通称されている。

## 国際翻訳家連盟
この記念日は、国際翻訳家連盟(FIT)によって1953年の設立時より推進されてきた。1991年、グローバリゼーションの時代にますます不可欠な職業となっている翻訳を地位向上させる取り組みの一環として、同連盟が世界翻訳の日を制定した。同時に、世界中の翻訳コミュニティの結束を示すべく、これを公的に承認された記念日にしようとの構想を立ち上げた。

### テーマ
国際翻訳家連盟は毎年、世界翻訳の日のためにテーマを選定している。
- 2014-言語権:全ての人権に不可欠なもの
- 2015-翻訳と通訳の変遷の様相
- 2016-翻訳と通訳:世界をつなぐ
- 2017-翻訳と多様性
- 2018-翻訳:時代変化における文化遺産の振興
- 2019-国際先住民族言語年での翻訳と先住民族言語[4]
- 2020-危機に瀕する世界に関する言葉探し
- 2021-翻訳の団結
- 2022-国境なき世界:言語の専門家が文化、理解、持続する平和の構築に果たす役割

## 国連決議
2017年5月24日、国連総会は国家同士をつなげる翻訳業の役割を顕彰し、9月30日を国際翻訳デーと宣言する決議71/288を採択した。この決議案A/71/L.68はアゼルバイジャン、バングラデシュ、ベラルーシ、コスタリカ、キューバ、エクアドル、パラグアイ、カタール、トルコ、トルクメニスタン、ベトナムの11カ国によって署名された。国際翻訳者連盟に加えて、国際会議通訳者協会、国際翻訳・通訳専門家協会 (IAPTI) 、世界手話通訳者協会を含む複数組織によって採択決議が提唱された。
国連は毎年、アラビア語、中国語、英語、フランス語、ロシア語、スペイン語、ドイツ語での翻訳を対象に、聖ヒエロニムス翻訳競技会を実施している。

## 米国翻訳者協会
2018年より、米国翻訳者協会(ATA)は職業翻訳者・通訳者の役割について情報を拡散したり一般市民を教育することを意図した一連のソーシャルメディア投稿を公開することで、国際翻訳デーを祝している。ATAは、この職業に関する情報を描いた6つのインフォグラフィック群を公開することで2018年の国際翻訳デーを祝った 。2019年、ATAは「翻訳者や通訳者のある日の生活」を描いた動画を公開した

## 日本翻訳連盟
日本翻訳連盟(JTF)は、毎年9月30日の世界翻訳の日を祝って「JTF翻訳祭」というイベントを開催しており、翻訳・通訳に携わる法人・個人向けに翻訳関連の展示会や意見交換の交流パーティーを実施している。